# Skidskytte vid olympiska vinterspelen 2010

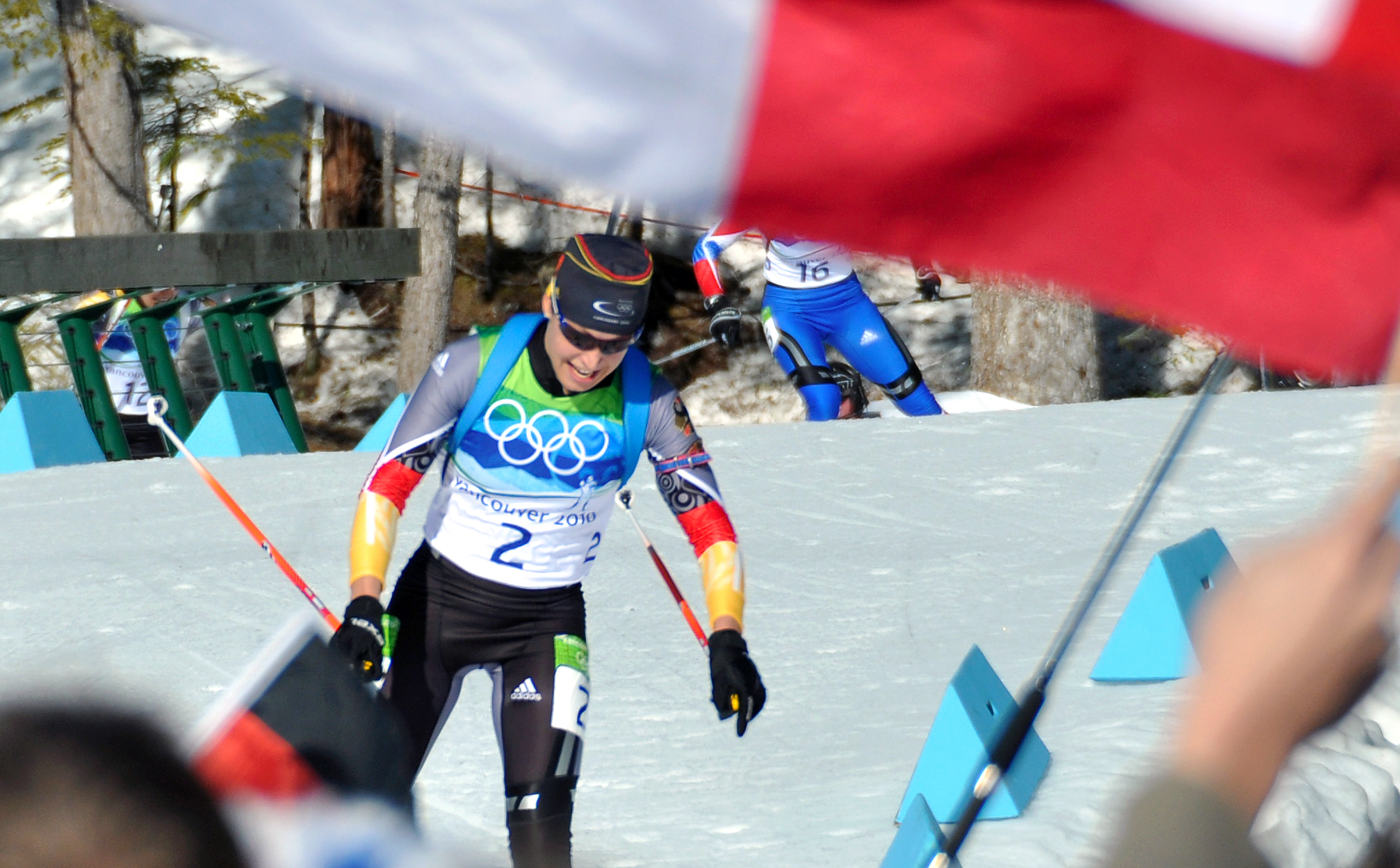
Magdalena Neuner från Tyskland tog ett silver och två guld under spelen.

Tävlingarna i skidskytte vid de olympiska vinterspelen 2010 arrangerades mellan den 13 och 26 februari 2010 i Vancouver, Kanada.

## Program
- 13 februari 2010 - Sprint, Damer
- 14 februari 2010 - Sprint, Herrar
- 16 februari 2010 - Jaktstart, Damer
- 16 februari 2010 - Jaktstart, Herrar
- 18 februari 2010 - Distans, Damer
- 18 februari 2010 - Distans, Herrar
- 21 februari 2010 - Masstart, Herrar
- 21 februari 2010 - Masstart, Damer
- 23 februari 2010 - Stafett, Damer
- 26 februari 2010 - Stafett, Herrar

## Medaljtabell
| Pl. | Nation    | Guld | Silver | Brons | Totalt |
| --- | --------- | ---- | ------ | ----- | ------ |
| 1   | Norge     | 2    | 2      | 0     | 4      |
| 2   | Tyskland  | 2    | 1      | 2     | 5      |
| 3   | Ryssland  | 2    | 1      | 0     | 3      |
| 4   | Frankrike | 1    | 2      | 3     | 6      |
| 5   | Slovakien | 1    | 1      | 1     | 3      |
| 6   | Sverige   | 1    | 0      | 1     | 2      |
| 7   | Belarus   | 0    | 1      | 1     | 2      |
| 8   | Österrike | 0    | 1      | 0     | 1      |
| 8   | Kazakstan | 0    | 1      | 0     | 1      |
| 9   | Kroatien  | 0    | 0      | 1     | 1      |

## Resultat herrar

### Sprint, 10 km
- Avgjordes den 14 februari

| Medalj | Person              | Land      | Tid     | Straffrundor |
| Guld   | Vincent Jay         | Frankrike | 24.07,8 | 0            |
| Silver | Emil Hegle Svendsen | Norge     | +12,2   | 1            |
| Brons  | Jakov Fak           | Kroatien  | +14,0   | 0            |

### Jaktstart, 12,5 km
- Avgjordes den 16 februari

| Medalj | Person           | Land      | Tid     | Straffrundor |
| Guld   | Björn Ferry      | Sverige   | 33.38,4 | 1            |
| Silver | Christoph Sumann | Österrike | +16,5   | 2            |
| Brons  | Vincent Jay      | Frankrike | +28,2   | 2            |

### Distans, 20 km
- Avgjordes den 18 februari

| Medalj | Person                              | Land          | Tid     | Tilläggsminuter |
| Guld   | Emil Hegle Svendsen                 | Norge         | 48.22,5 | 1               |
| Silver | Ole Einar Bjørndalen Sergej Novikov | Norge Belarus | +9,5    | 2 0             |
| Brons  | Ej utdelat                          |               |         |                 |

### Masstart 15 km
- Avgjordes den 21 februari

| Medalj | Person            | Land      | Tid     | Straffrundor |
| Guld   | Jevgenij Ustjugov | Ryssland  | 35.35,7 | 0            |
| Silver | Martin Fourcade   | Frankrike | +10,5   | 3            |
| Brons  | Pavol Hurajt      | Slovakien | +16,6   | 0            |

### Stafett, 4 x 7,5 kilometer
- Avgjordes den 26 februari

| Medalj | Namn                                                                   | Land      | Tid       | Straffrundor |
| Guld   | Halvard Hanevold, Tarjei Bø, Emil Hegle Svendsen, Ole Einar Bjørndalen | Norge     | 1:21.38,1 | 0            |
| Silver | Simon Eder, Daniel Mesotitsch, Dominik Landertinger, Christoph Sumann  | Österrike | 1:22.16,7 | 1            |
| Brons  | Björn Ferry, Fredrik Lindström, Carl-Johan Bergman, Mattias Nilsson *  | Sverige   | 1:23.02,0 | 0            |

- Pga Jevgenij Ustjugovs dopingavstängning fråntogs Ryssland bronset och det tilldelades istället Sverige [1]

## Resultat damer

### Sprint, 7,5 kilometer
- Avgjordes den 13 februari

| Medalj | Namn              | Land      | Tid     | Straffrundor |
| Guld   | Anastasia Kuzmina | Slovakien | 19.55,6 | 1            |
| Silver | Magdalena Neuner  | Tyskland  | +1,5    | 1            |
| Brons  | Marie Dorin       | Frankrike | +10,9   | 0            |

### Jaktstart, 10 kilometer
- Avgjordes den 16 februari

| Medalj | Namn               | Land      | Tid     | Straffrundor |
| Guld   | Magdalena Neuner   | Tyskland  | 30.16,0 | 2            |
| Silver | Anastasia Kuzmina  | Slovakien | +12,3   | 2            |
| Brons  | Marie Laure Brunet | Frankrike | +28,3   | 0            |

### Distans, 15 kilometer
- Avgjordes den 18 februari

| Medalj | Namn                | Land      | Tid     | Tilläggsminuter |
| Guld   | Tora Berger         | Norge     | 40.52,8 | 1               |
| Silver | Jelena Chrustaljova | Kazakstan | +20,7   | 0               |
| Brons  | Darja Domratjeva    | Belarus   | +28,2   | 1               |

### Masstart 12,5 km
- Avgjordes den 21 februari

| Medalj | Person           | Land     | Tid     | Straffrundor |
| Guld   | Magdalena Neuner | Tyskland | 35.19,6 | 2            |
| Silver | Olga Zajtseva    | Ryssland | +5,5    | 1            |
| Brons  | Simone Hauswald  | Tyskland | +7,3    | 2            |

### Stafett, 4 x 6 kilometer
- Avgjordes den 23 februari

| Medalj | Namn                                                                      | Land      | Tid       | Straffrundor |
| Guld   | Svetlana Sleptsova, Anna Bogali-Titovets, Olga Medvedtseva, Olga Zajtseva | Ryssland  | 1:09.36,3 | 0            |
| Silver | Marie-Laure Brunet, Sylvie Becaert, Marie Dorin, Sandrine Bailly          | Frankrike | 1:10.09,1 | 2            |
| Brons  | Kati Wilhelm, Simone Hauswald, Martina Beck, Andrea Henkel                | Tyskland  | 1:10.13,4 | 0            |